# Timiperone
Timiperone, được bán dưới tên thương hiệu Tolopelon, là một thuốc chống loạn thần thuộc nhóm butyrophenone được bán trên thị trường Nhật Bản. Nó có cấu trúc hóa học tương tự benperidol nhưng có nhóm thiourea thay vì nhóm urê.